# Дягилево (Удомельский район)
Дягилево — деревня в Удомельском городском округе Тверской области.

## География
Деревня находится в северной части Тверской области на расстоянии приблизительно 9 км на юг по прямой от железнодорожного вокзала города Удомля недалеко от берега озера Кубыча.

## История
Известна была с 1545 года. В 1859 году владение помещицы Колзаковой. В советское время работали колхозы «Красный Трудовик», «Путь к коммунизму» и «Мир». Дворов (хозяйств) было 18 (1859), 43 (1886), 50 (1911), 51(1958), 33 (1986), 14 (2000). С 2005 по 2014 год входила в состав Таракинского сельского поселения, с 2014 по 2015 год в составе Удомельского сельского поселения до упразднения последнего. С 2015 года в составе Удомельского городского округа.

## Население
Численность населения: 185 человека (1859 год), 290 (1886), 340 (1911), 122(1958), 49 (1986), 31 (русские 97 %) в 2002 году, 18 в 2010.